# Фрідріх Овербек
Йоганн Фрідріх Овербек (нім. Johann Friedrich Overbeck, 3 липня 1789, Любек — 12 листопада 1869, Рим) — німецький художник, графік та ілюстратор.

## Біографія
Народився в родині спадкових любекських юристів.
З 1804 по 1806 рр. навчався малювання у Йозефа Ніколауса Перуа. У 1806—1810 рр. навчався у Віденській академії образотворчих мистецтв. У 1810 році Овербек, незадоволений класицизмом академічного навчання, кинув навчання і разом з Францем Пфорром і Людвігом Фогелем вирушив до Риму.
Ще у Відні в 1809 році Овербек і його друзі створили за зразком середньовічної гільдії Св. Луки «Союз Луки» — творче об'єднання художників, які присвятили себе християнському оновленню мистецтва крізь призму нового прочитання старого італійського та німецького мистецтва. До союзу приєдналися Філіп Фейт і Петер фон Корнеліус. У квітні 1813 року Овербек перейшов у католицизм.
Спочатку художників називали «назарейцями» іронічно через їх зачіски, проте пізніше ця назва повсюдно утвердилася як напрямок мистецтва. Група отримала визнання в 1816–17 рр., виконавши розпис Будинку Бартольді, резиденції прусського посла Якоба Людвіга Саломона Бартольді. У роботі над фресками за мотивами легенди про Йосипа брали участь Овербек, Корнеліус, Фейт і Вільгельм фон Шадов (нині зберігаються в Старій національній галереї в Берліні). У 1817–18 рр. Овербек, Корнеліус, Фейт і Юліус Шнорр фон Карольсфельд брали участь в декоруванні Вілли Массімо. У 1826 Овербек відхилив пропозицію баварського короля Людвіга I очолити мюнхенську Академію мистецтв, як і аналогічну пропозицію, що прийшла з Дюссельдорфа. У 1829 Овербек відхилив пропозицію стати керівником Штедель у Франкфурті-на-Майні. Глибоко віруюча людина, сприймався друзями і численними учнями як патріарх, Овербек до кінця свого життя залишався вірним консервативним ідеалам своєї юності попри те, що релігійний живопис пізніх назарейців вже давно загубилася на тлі пізнього романтизму і реалізму. Про його значущості в церковних колах говорить особистий візит папи Пія IX в будинок Овербека в Римі. Зять Овербека, римський скульптор Карл Гоффман створив епітафію Овербеку в римській церкві Сан-Бернардо.

## Фрески

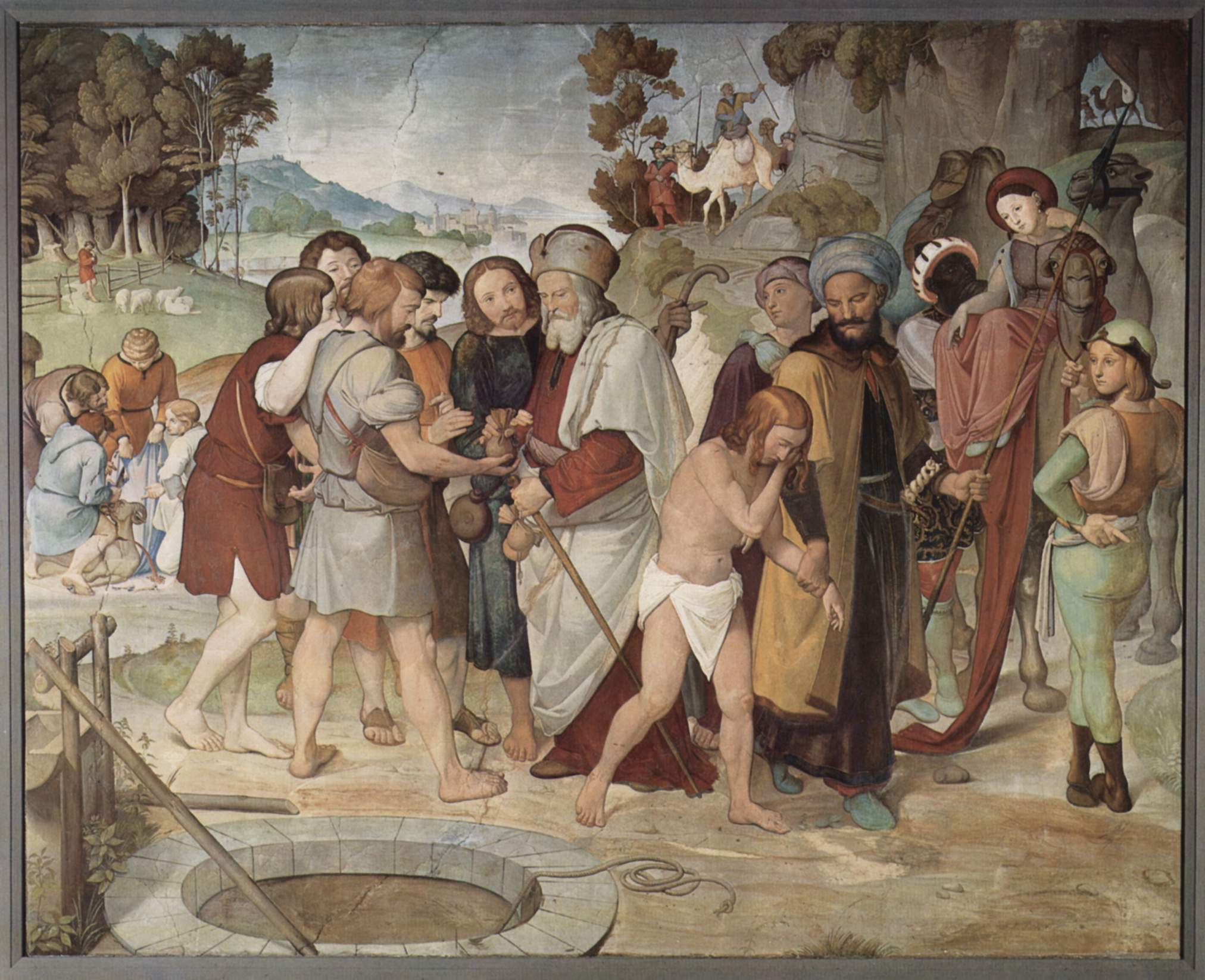
Цикл фресок для Будинку Бартольді в Римі
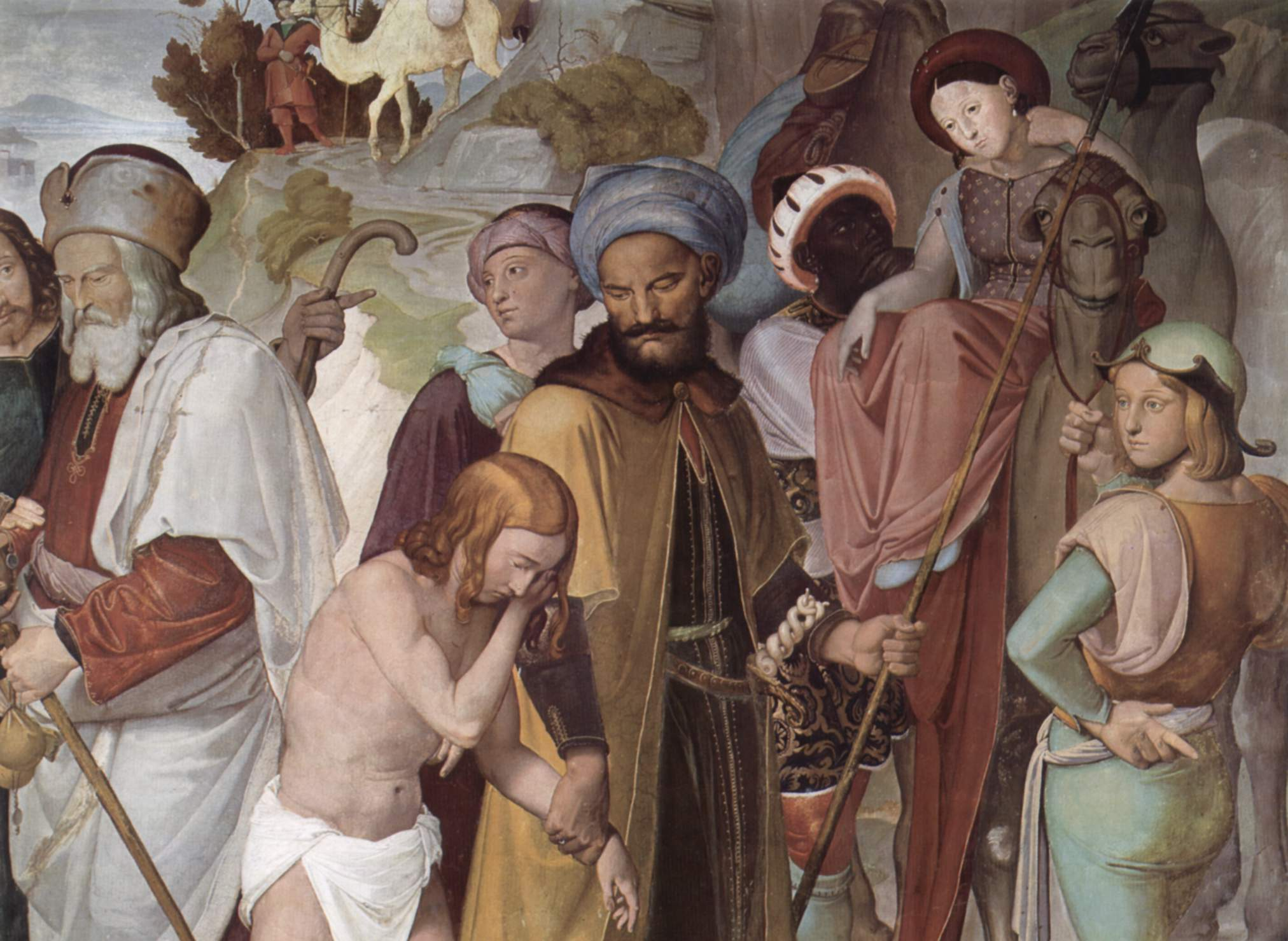
Цикл фресок для Будинку Бартольді в Римі
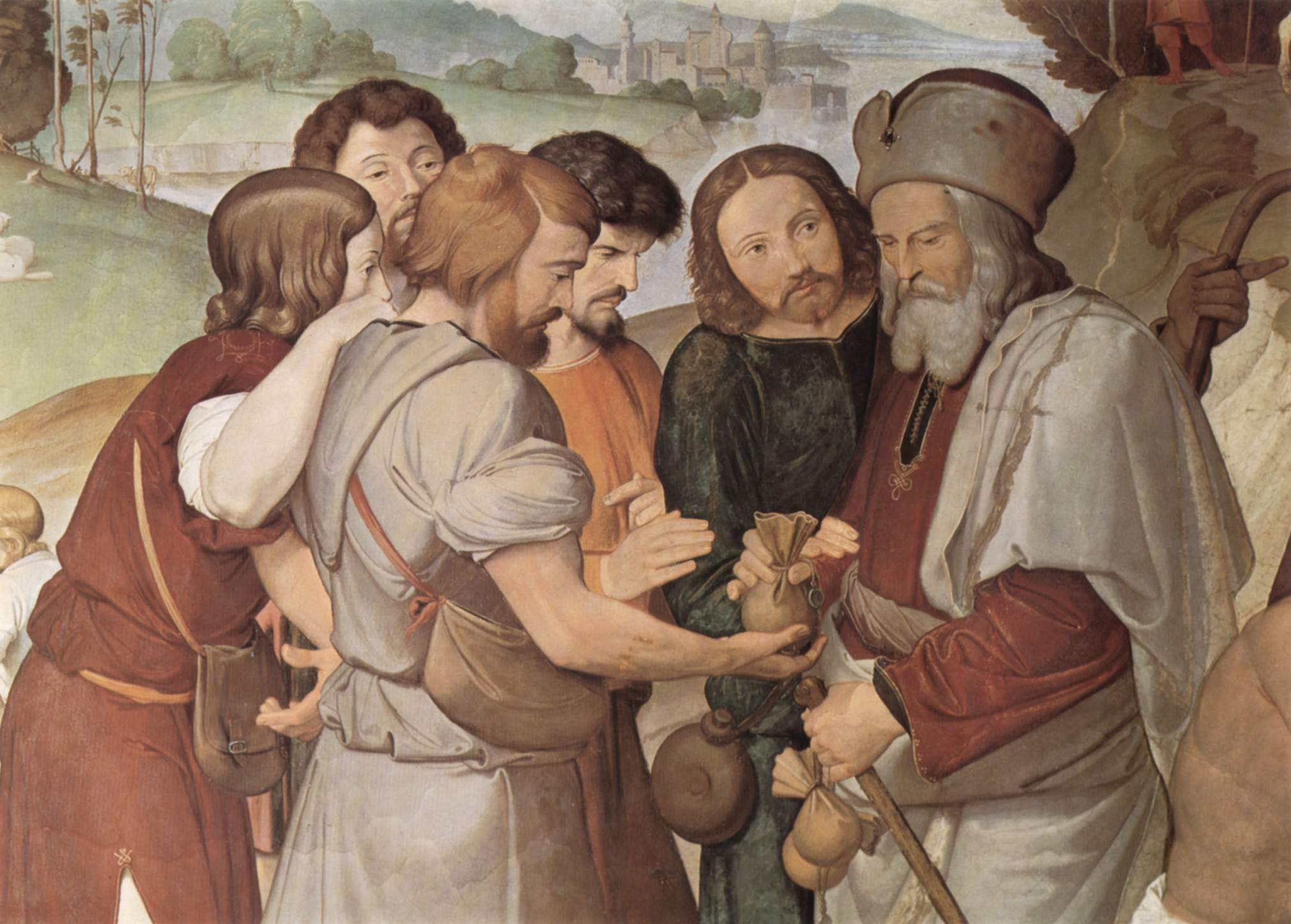
Цикл фресок для Будинку Бартольді в Римі
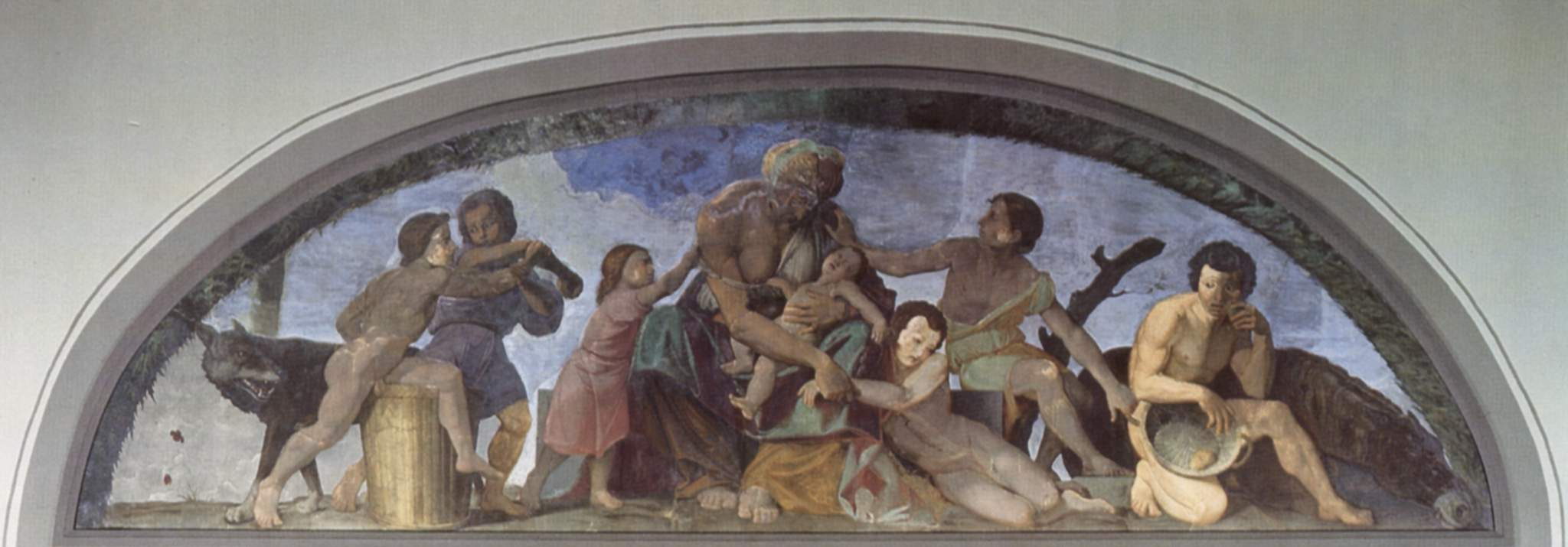
Цикл фресок для Будинку Бартольді в Римі

## Картини

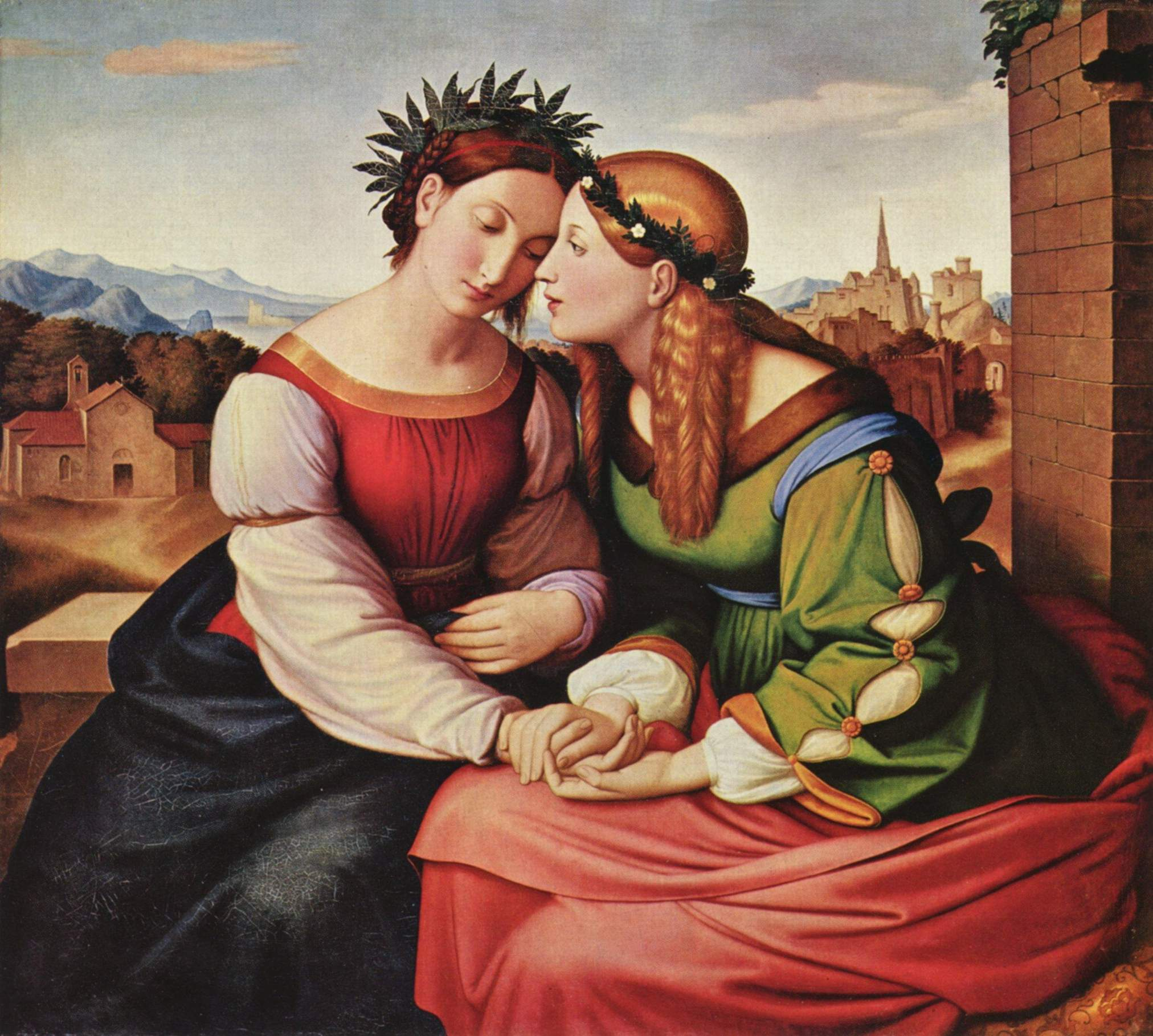
Italia und Germania, 1811–1828. Нова пінакотека. Мюнхен
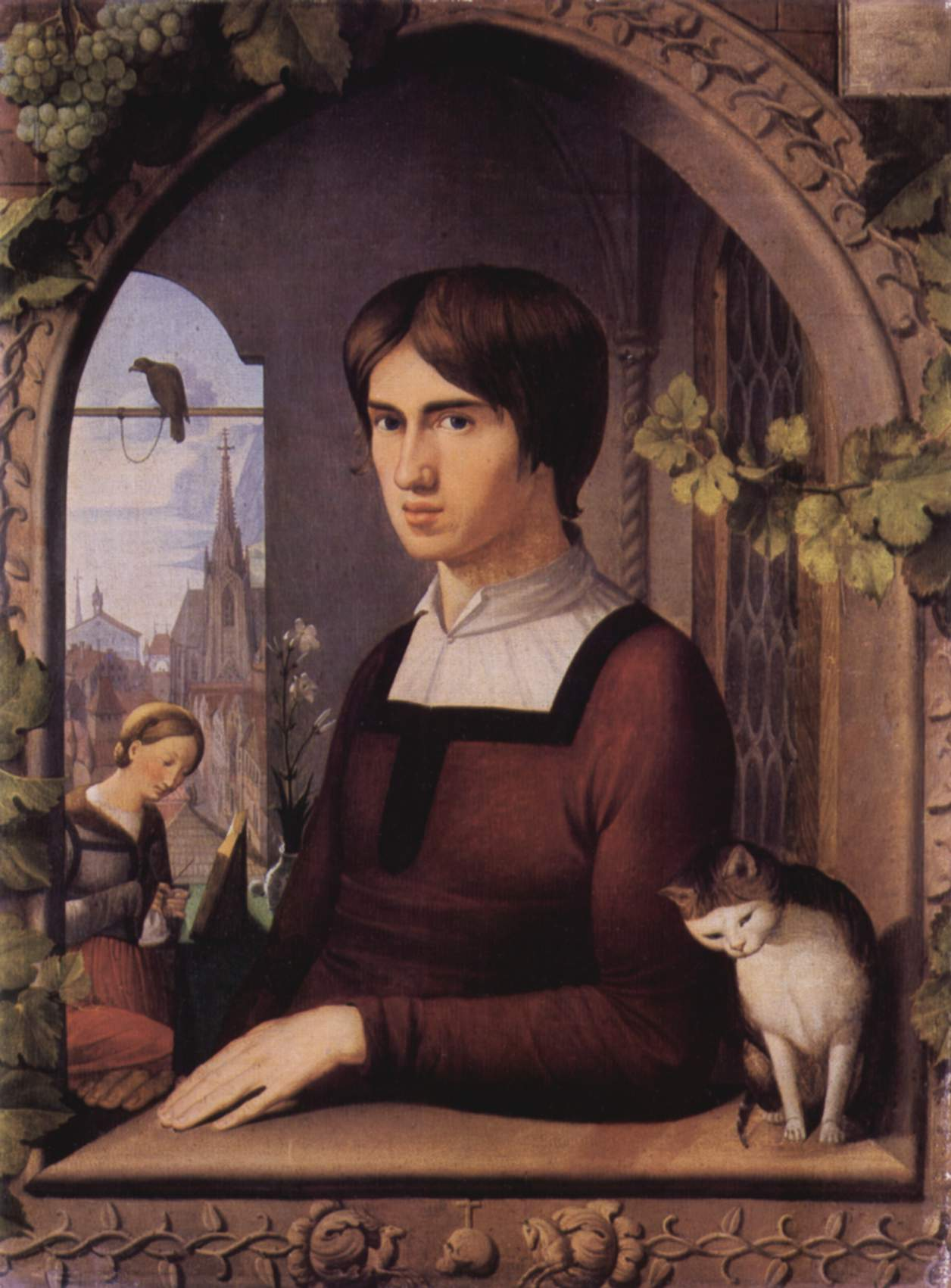
Портрет художника Франца Пфорра. Стара національна галерея (Берлін). Берлін
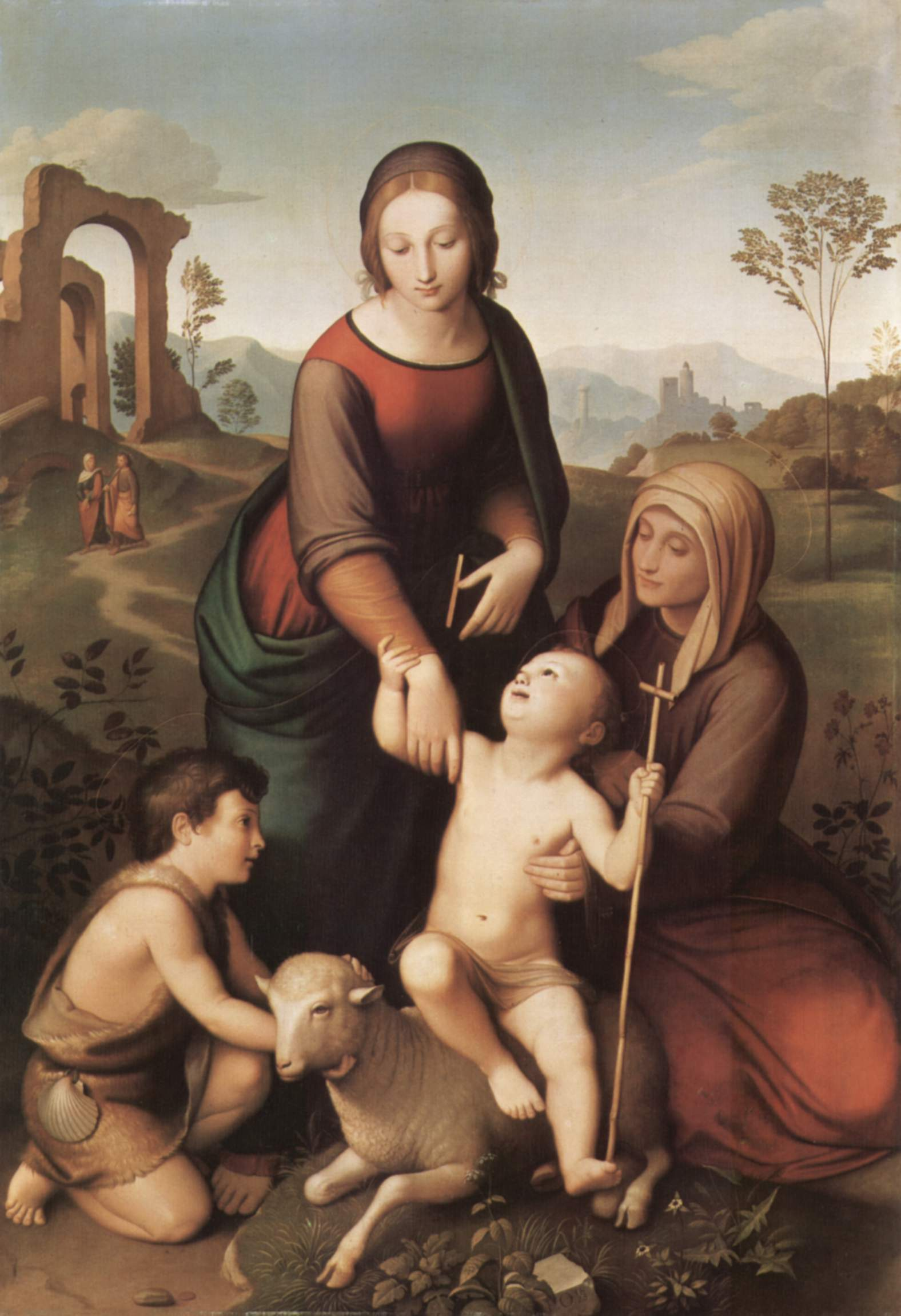
Марія і Єлизавета з Ісусом і Іоанном. 1825. Нова пінакотека. Мюнхен